# Undimäe
Koordinaten: 58° 25′ N, 22° 49′ O
Undimäe ist ein Dorf (estnisch küla) auf der größten estnischen Insel Saaremaa. Es gehört zur Landgemeinde Saaremaa (bis 2017: Landgemeinde Valjala) im Kreis Saare.
Das Dorf hat 14 Einwohner (Stand 31. Dezember 2011).